# Chrysolarentia plesia
Chrysolarentia plesia là một loài bướm đêm thuộc họ Geometridae. Loài này có ở Victoria và Tây Úc.
Sải cánh dài khoảng 20 mm.

## Hình ảnh

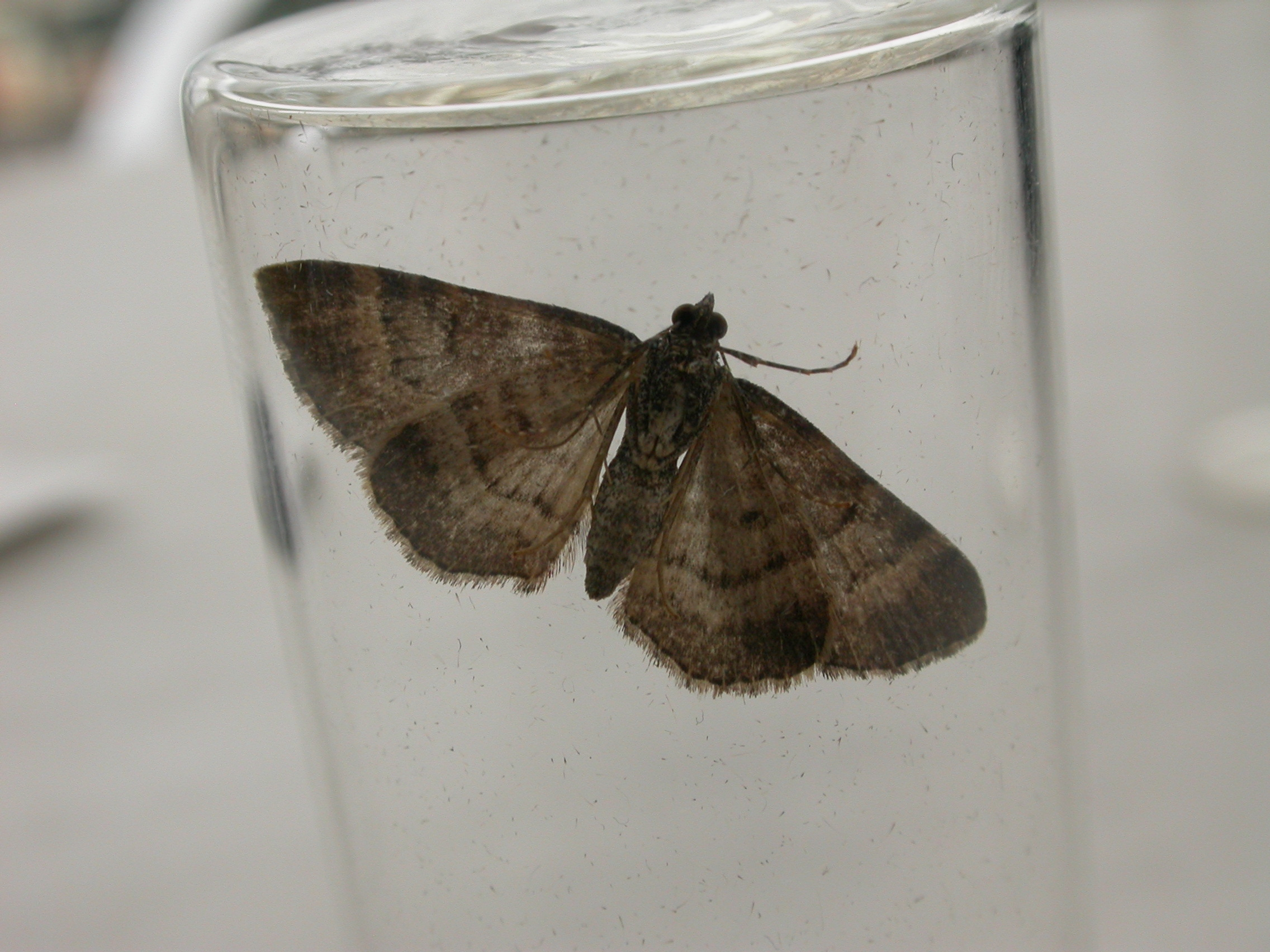
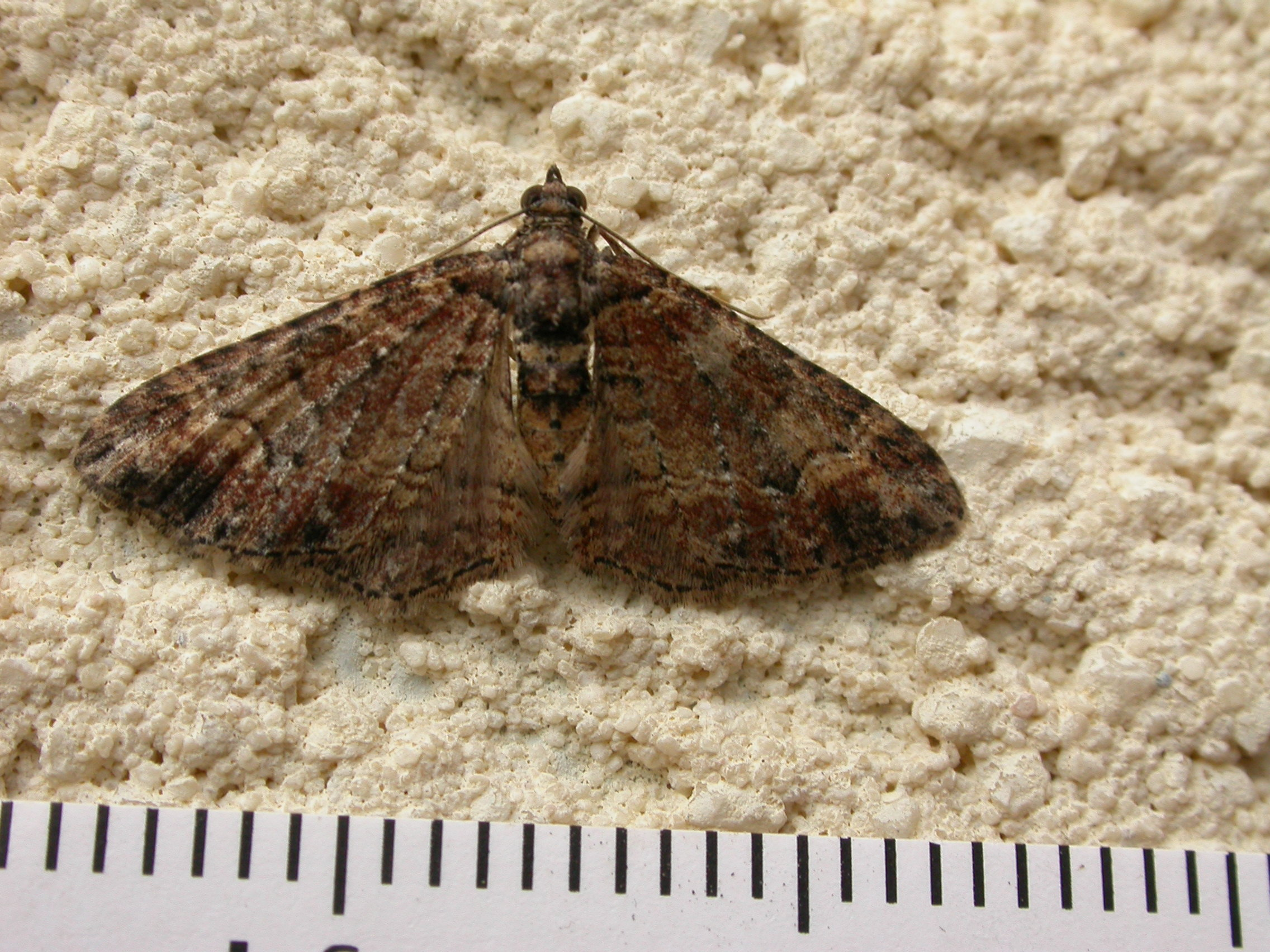